# Anolis desechensis
Anolis desechensis este o specie de șopârle din genul Anolis, familia Polychrotidae, descrisă de Heatwole 1976. Conform Catalogue of Life specia Anolis desechensis nu are subspecii cunoscute.